# Харитонова Світлана Миколаївна
Світлана Миколаївна Харитонова (рос. Светлана Николаевна Харитонова; 30 січня 1932, Москва, Російська РФСР — 8 січня 2012, Москва, Росія) — радянська і російська акторка.
Закінчила Школу-студію МХАТу (1954) та режисерський факультет Всесоюзного державного інституту кінематографії (1971).

## Фільмографія
Знялась у фільмах:
- «Доброго ранку» (1955, дівчина на танцювальному вечорі, «цариця балу»)
- «Білі ночі» (1959)
- «У важкий час» (1961)
- «Блакитна чашка» (1965)
- «День і все життя» (1969)
- «Лист з юності» (1973)
- «Хто заплатить за удачу» (1980)
- «Прихід Місяця» (1987)
- «Двоє на голій землі» (1989, тітка Соня)

Знялась в українських фільмах:
- «Степові світанки» (1960, Луша),
- «Роки дівочі» (1961, Варвара),
- «Морська чайка» (1961, епіз.),
- «Міський романс» (1970),
- «Квіти для Олі» (1976, мати Олексійка)
- «Смак хліба», (1979, тітка Віра) та ін.